# Прапор Кривотина
Пра́пор Криво́тина — офіційний символ села Кривотин Ємільчинського району Житомирської області, затверджений 22 лютого 2013 р. рішенням № 174 XXII сесії Кривотинської сільської ради VI скликання.

## Опис
Квадратне полотнище вертикально і горизонтально поділене на чотири рівні частини: верхню древкову червону, верхню вільну синю, нижню древкову зелену, нижню вільну червону. В центрі поверх всього міститься повний герб (1/3 сторони прапора).
Автор — Надія Іванівна Красновська.